# 盖斯滕格伦德
盖斯滕格伦德是德国图林根州的一个市镇。总面积4.58平方公里，总人口61人，其中男性33人，女性28人（2011年12月31日），人口密度13人/平方公里。